# آرمنیا (کشتی ۱۷۹۶)
آرمنیا (انگلیسی: Armenia) یک کشتی تجاری متعلق به دولت بریتانیا بود که از سال ۱۷۹۶ میلادی توسط کمپانی هند شرقی مورد کاربرد قرار می‌گرفت.